# Kevin DuBrow
Kevin DuBrow (29. oktober 1955 – 25. november 2007) var en amerikansk vokalist. Han var mest kendt som forsanger for heavy metal-bandet Quiet Riot. Han døde november, 2007. Døden skyldes hans kokain-misbrug.